# Iglesia del Nazareno
La Iglesia del Nazareno es una denominación cristiana metodista, que surgió del Movimiento de Santidad del siglo XIX en Estados Unidos. Sus miembros son conocidos como nazarenos.
Profesa y sostiene que Dios ofrece a todos perdón, paz, alegría, propósito, amor, significado de la vida y la salvación.

## Historia
La Iglesia del Nazareno es producto de una serie de fusiones ocurridas entre varias iglesias de santidad, asociaciones y denominaciones a través del siglo XX. La más importantes de estas fusiones tomó lugar en la Primera y Segunda Asamblea General, celebradas en Chicago (Illinois) en 1907 y en Pilot Point (Texas) en 1908. Las primeras fusiones fueron organizadas por C. W. Ruth.

### Primera Asamblea General
La Primera Asamblea General fue celebrada en Chicago del 10 al 17 de octubre en 1907 con los grupos del Este y Oeste. El grupo del Oeste era la Iglesia del Nazareno, fundada en octubre de 1895 en Los Ángeles por el Dr. Phineas Bresee, un ministro de la Iglesia Episcopal Metodista y el Dr. Joseph Pomeroy Widney.
El grupo del Este era la Asociación de Iglesias Pentecostales de América, una denominación formada el 13 de abril de 1897.
El nombre que adoptó este nuevo cuerpo fue Iglesia Pentecostal del Nazareno. Siendo electos Phineas F. Bresee y Hiram F. Reynolds como superintendentes generales.

### Segunda Asamblea General
Durante la Segunda Asamblea General, celebrada en Pilot Point (Texas) la Iglesia de Cristo de Santidad localizada en el sur de Estados Unidos se unió a los pentecostales nazarenos.
La unión de la Iglesia de Cristo de Santidad y la Iglesia del Nazareno Pentecostal se realizó un martes a las 10:40 a. m., 13 de octubre de 1908, esta es la fecha oficial de fundación. La recién formada Iglesia del Nazareno, comenzó con 10 034 miembros, 228 congregaciones, 11 distritos y 19 misioneros. Phineas Bresee, Hiram Reynolds y Edgar Ellyson fueron elegidos superintendentes generales.

### Adiciones posteriores
Otras corporaciones independientes se unieron posteriormente, tales como la Iglesia Pentecostal de Escocia y la Misión Pentecostal, ambas en 1915. Además, la Asociación de Santidad de Laicos (Dakotas) en 1922, la Asociación Misionera de Fe en 1950 (Tabor, Iowa), la Misión Internacional de Santidad (Londres) en 1952, la Iglesia de Santidad del Calvario (Reino Unido) en 1955, la Iglesia del Evangelio para los Trabajadores (Ontario) en 1958 y la Iglesia del Nazareno para nativos (Nigeria) se estableció en 1940.

### Historia en México
En México en 1908 se autoriza el sostenimiento propio para una misión de S. M. Stafford, quien asistió a las asambleas de unión de Chicago y Pilot Point, así como a muchas otras, además comenzó a escribir una columna en el Nazarene Messenger, meses antes de la unión del sur. Meses después la denominación no se arriesga a aceptar la responsabilidad de la obra en México por su condición desorganizada, pero el grupo del sur que la había auspiciado no abandona a los misioneros que había enviado. Más tarde las dificultades de la obra en México, durante 1910 y 1911, recalcan la urgente necesidad de poseer información exacta. Scott y Dennis Rogers proponen a la junta de misiones comprar la imprenta de la revista Holiness Evangel y trasladarla a Tonalá, Chiapas, México. Donde ellos abrirían un nuevo campo misionero y publicarían una revista misionera para toda la denominación, sin embargo por todo un año reina la desorganización. Al fin, la asamblea general de 1911 endereza un poco las cosas, pero la revolución mexicana que estalla en esos años obligó a todos los misioneros a regresar a casa.
En 1912 a pesar de la guerra de revolución y de la prohibición de oficiar a los misioneros extranjeros, un ciudadano mexicano Doctor en medicina, V. G. Santín, establece una pujante congregación en la Ciudad de México. En 1919, Santín fue el primer ministro nacional nombrado superintendente de un campo misionero Nazareno. Pronto, con él estímulo y el consejo de J. D. Scott y el superintendente general John W. Goodwin, abrió de nuevo las misiones en la región sureste, hasta el estado de Chiapas, misiones que habían permanecido cerradas hasta por siete años. Para fines de 1927, 11 pastores informaron sobre 12 congregaciones con 475 miembros (casi tantos como en el campo misionero en África, que comienza años antes), todo a pesar de que solo el Doctor Santín estaba directamente bajo la Junta General.

## Creencias
La denominación tiene creencias del movimiento de Santidad y es miembro del Consejo Metodista Mundial.

## Junta de Superintendentes Generales

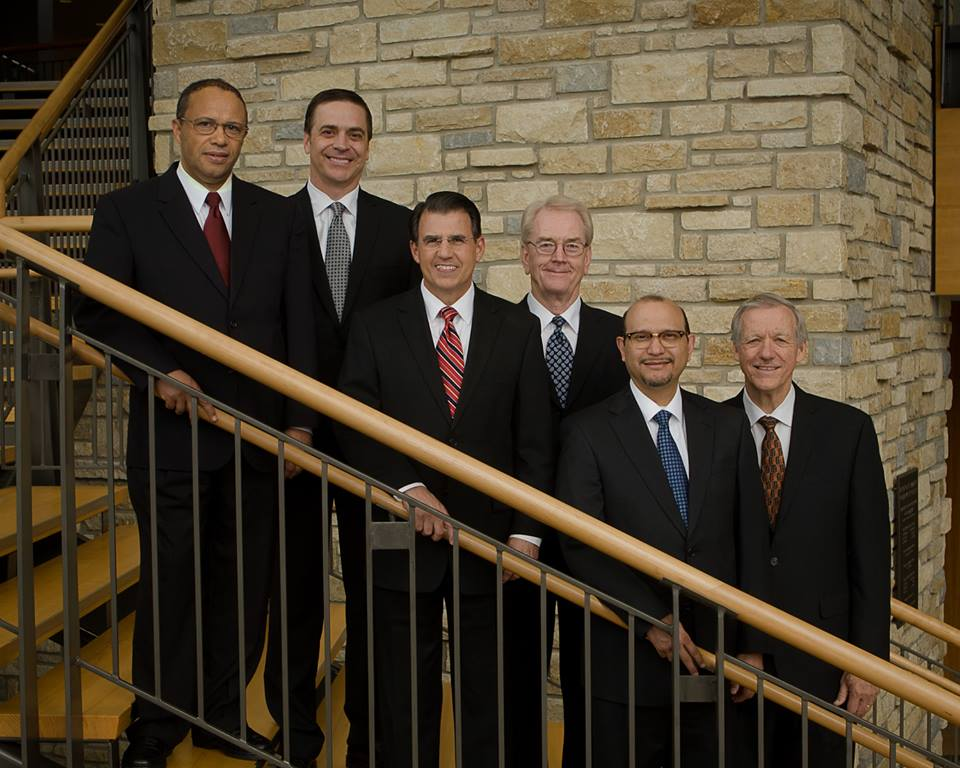
Junta de Superintendentes Generales 2013-2017

Es la máxima representación de la Iglesia del Nazareno, integrada por un superintendente general por cada una de las seis regiones de la denominación. La elección se realiza en la Asamblea General, con un periodo de trabajo con duración de cuatro años.
| Superintendentes Generales | Nacimiento - Muerte | Periodo              |
| -------------------------- | ------------------- | -------------------- |
| Phineas Bresee             | 1838-1915           | 1907-1915            |
| Hiram Reynolds             | 1854-1938           | 1907-1932            |
| Edgar Ellyson              | 1869-1954           | 1908-1911            |
| Edward F. Walker           | 1852-1918           | 1911-1918            |
| William C. Wilson          | 1866-1915           | 1915                 |
| John W. Goodwin            | 1869-1945           | 1916-1940            |
| Roy T. Williams            | 1883-1946           | 1916-1946            |
| J. B. Chapman              | 1884-1947           | 1928-1947            |
| Joseph G. Morrison         | 1871-1939           | 1936-1939            |
| Howard Miller              | 1894-1948           | 1940-1948            |
| Orval Nease                | 1891-1950           | 1940-1944, 1948-1950 |
| Hardy Powers               | 1900-1972           | 1944-1968            |
| Gideon Williamson          | 1898-1981           | 1946-1968            |
| Samuel Young               | 1901-1990           | 1948-1972            |
| Daniel Vanderpool          | 1891-1988           | 1949-1964            |
| Hugh Benner                | 1899-1975           | 1952-1968            |
| V. H. Lewis                | 1912-2000           | 1960-1985            |
| George Coulter             | 1911-1995           | 1960-1985            |
| Edward Lawlor              | 1907-1987           | 1968-1976            |
| Eugene Stowe               | 1922-2020           | 1968-1993            |
| Orville Jenkins            | 1913-2007           | 1968-1985            |
| Charles H. Strickland      | 1916-1988           | 1972-1988            |
| William Greathouse         | 1919-2011           | 1976-1989            |
| Jerald Johnson             | 1927-2020           | 1980-1997            |
| Raymond Hurn               | 1921-2007           | 1985-1993            |
| John A. Knight             | 1931-2009           | 1985-2001            |
| Donald Owens               | 1926-               | 1989-1997            |
| William J. Prince          | 1930-2012           | 1989-2001            |
| James Diehl                | 1937-               | 1993-2009            |
| Paul Cunningham            | 1937-2020           | 1993-2009            |
| Jerry Porter               | 1949-               | 1997-2017            |
| Jim Bond                   | 1936-               | 1997-2005            |
| Talmadge Johnson           | 1937-               | 2001-2005            |
| Jesse Middendorf           | 1942-               | 2001-2013            |
| Nina Gunter                | 1937-               | 2005-2009            |
| J. K. Warrick              | 1945-               | 2005-2017            |
| Eugenio Duarte             | 1953-               | 2009-                |
| David W. Graves            | 1953-               | 2009-                |
| Stan Toler                 | 1950-2017           | 2009-2013            |
| David A. Busic             | 1964-               | 2013-                |
| Gustavo Crocker            | 1963-               | 2013-                |
| Filimao M. Chambo          | 1971-               | 2017-                |
| Carla Sunberg              | 1961-               | 2017-                |
| T. Scott Daniels           | -                   | -                    |
| Christian Sarmiento        | -                   | -                    |

## Asamblea General y Convenciones Globales

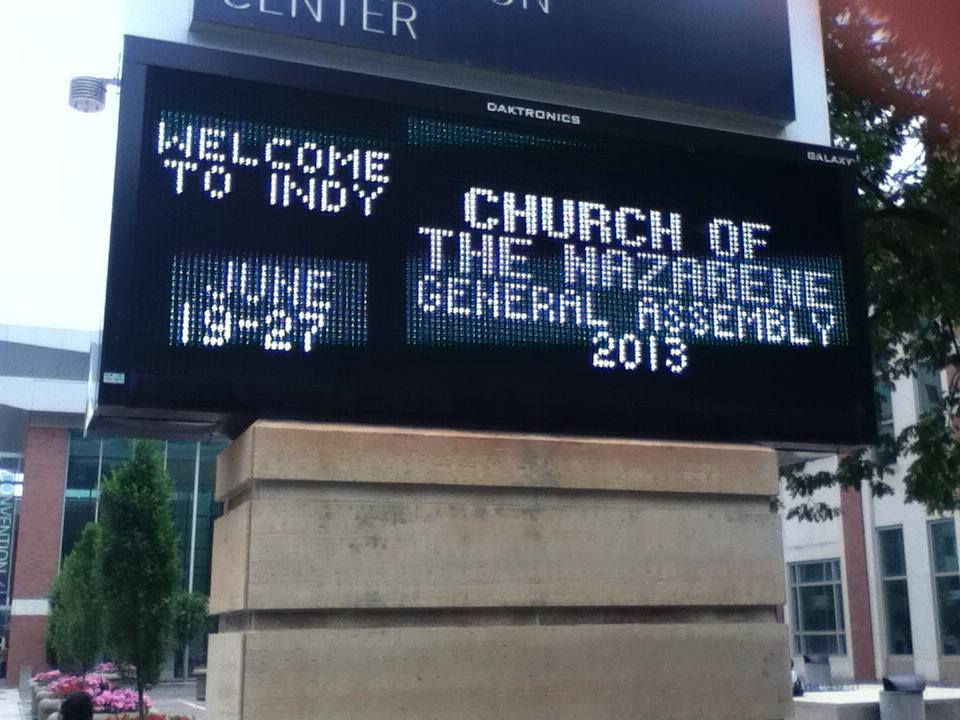
Bienvenida en el Indiana Convention Center

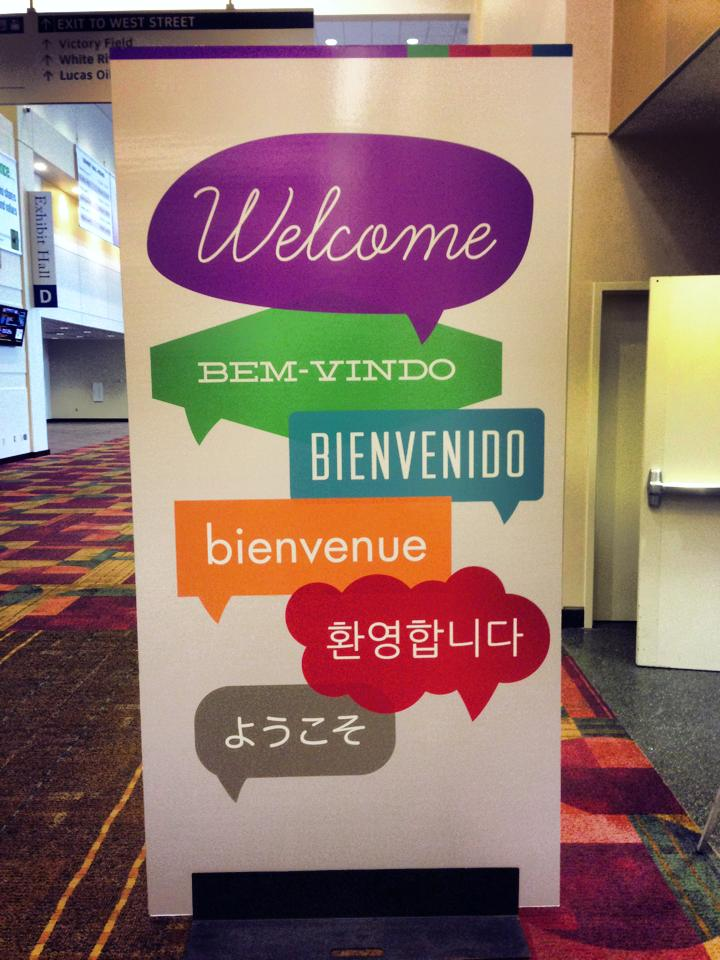
Bienvenida a los nazarenos del mundo

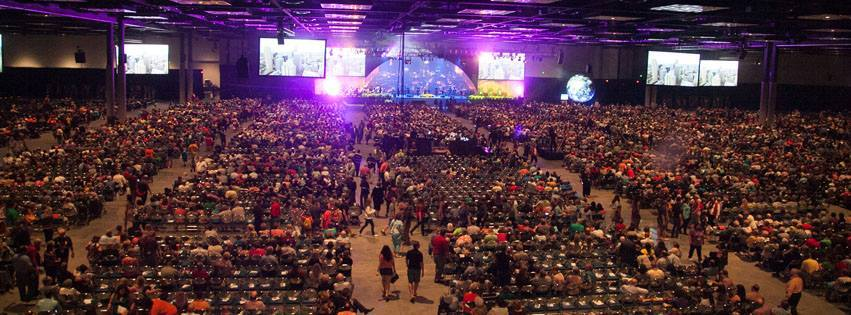
Servicios de Celebración por las noches

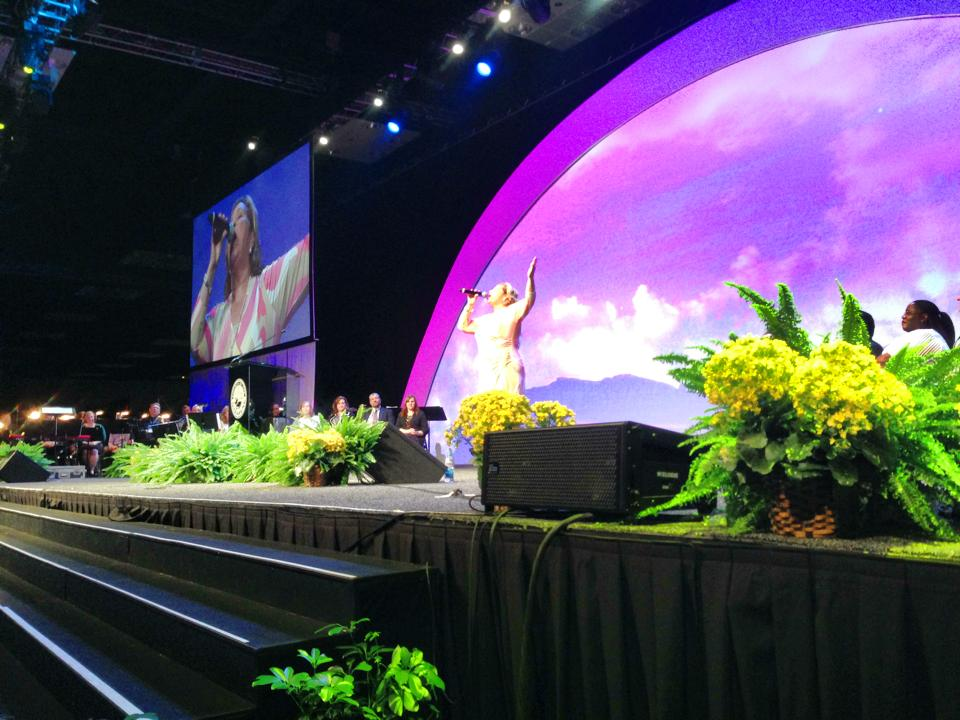
Sandy Patty en apertura de Asamblea General

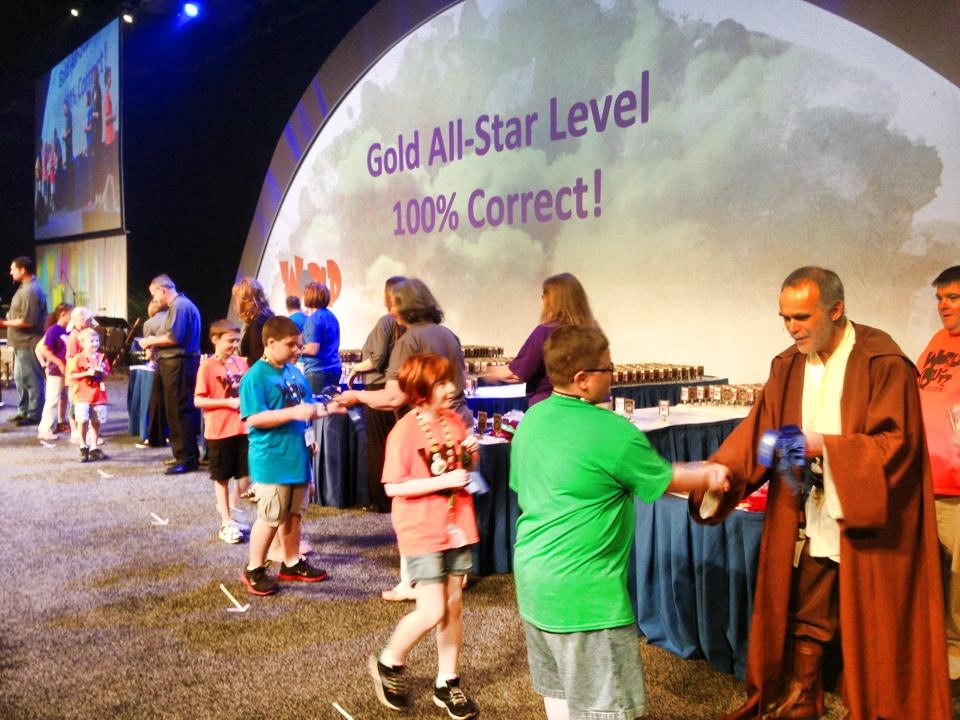
Esgrima Bíblico Infantil

De acuerdo al sitio web de la denominación, «La Asamblea General de la iglesia sirve como la suprema formulación doctrinal, hacedora de leyes y autoridad electiva de la Iglesia del Nazareno, sujeta a las provisiones de la constitución de la iglesia». Está compuesta de representantes electos de toda la denominación a nivel global que desde 1985 se reúnen en la Asamblea General cada cuatro años.
| Año  | Fecha                            | Ciudad                  | Lugar                                 | Host Distrito Anfitrión |
| ---- | -------------------------------- | ----------------------- | ------------------------------------- | ----------------------- |
| 1907 | 10 de octubre                    | Chicago, Illinois       | 1.ª Iglesia de Chicago                | Chicago Central         |
| 1908 | 5–13 de octubre                  | Pilot Point (Texas)     | 1.ª Iglesia de Pilot Point            | Dallas                  |
| 1911 | Octubre                          | Nashville, Tennessee    | Misión Pentecostal & Ryman Auditorium | East Tennessee          |
| 1915 | 30 de septiembre - 11 de octubre | Kansas City, Misuri     | 1.ª Iglesia de Kansas City            | Kansas City             |
| 1919 | Octubre                          | Kansas City, Misuri     | Desconocido                           | Kansas City             |
| 1923 | 20 de septiembre - 2 de octubre  | Kansas City, Misuri     | Desconocido                           | Kansas City             |
| 1928 | 14–25 de junio                   | Columbus, Ohio          | Memorial Hall                         | Central Ohio            |
| 1932 | 12–24 de junio                   | Wichita, Kansas         | The Forum                             | Kansas                  |
| 1936 | 21–29 de junio                   | Kansas City, Misuri     | Teatro Lyric                          | Kansas City             |
| 1940 | 16–24 de junio                   | Oklahoma City, Oklahoma | Municipal Auditorium                  | Northwest Oklahoma      |
| 1944 | 18–23 de junio                   | Mineápolis, Minesota    | Municipal Auditorium                  | Minnesota               |
| 1948 | 20–27 de junio                   | San Luis, Misuri        | Kiel Auditorium                       | Missouri                |
| 1952 | 22–27 de junio                   | Kansas City, Misuri     | Desconocido                           | Kansas City             |
| 1956 | 14–22 de junio                   | Kansas City, Misuri     | Desconocido                           | Kansas City             |
| 1960 | 19–24 de junio                   | Kansas City, Misuri     | Desconocido                           | Kansas City             |
| 1964 | 21–27 de junio                   | Portland, Oregón        | Desconocido                           | Oregon Pacific          |
| 1968 | 16–21 de junio                   | Kansas City, Misuri     | Desconocido                           | Kansas City             |
| 1972 | 18–23 de junio                   | Miami Beach, Florida    | Desconocido                           | Southern Florida        |
| 1976 | 20–25 de junio                   | Dallas, Texas           | Centro de Convenciones Dallas         | Dallas                  |
| 1980 | 22–27 de junio                   | Kansas City, Misuri     | Centro de Convenciones Bartle Hall    | Kansas City             |
| 1985 | 23–28 de junio                   | Anaheim, California     | Estadio Anaheim                       | Anaheim                 |
| 1989 | 25–30 de junio                   | Indianápolis, Indiana   | Hoosier Dome                          | Indianapolis            |
| 1993 | 25–30 de julio                   | Indianápolis, Indiana   | Hoosier Dome                          | Indianapolis            |
| 1997 | 22–27 de junio                   | San Antonio, Texas      | Alamo Dome                            | South Texas             |
| 2001 | 24–28 de junio                   | Indianápolis, Indiana   | RCA Dome                              | Indianapolis            |
| 2005 | 18–28 de junio                   | Indianápolis, Indiana   | RCA Dome                              | Indianapolis            |
| 2009 | 24 de junio - 3 de julio         | Orlando, Florida        | Centro de Convenciones Orange County  | Central Florida         |
| 2013 | 19–27 de junio                   | Indianápolis, Indiana   | Indiana Convention Center             | Indianapolis            |
| 2017 | 21–30 de junio                   | Indianápolis, Indiana   | Indiana Convention Center             | Indianapolis            |
| 2023 | 9–15 de junio                    | Indianápolis, Indiana   | Indiana Convention Center             | Indianapolis            |